# Thiên Cáp
Chòm sao Thiên Cáp 天鴿, (tiếng La Tinh: Columba) là một trong 88 chòm sao hiện đại, mang hình ảnh Bồ Câu.
Chòm sao này có diện tích 270 độ vuông, nằm trên thiên cầu nam, chiếm vị trí thứ 55 trong danh sách các chòm sao theo diện tích.
Chòm sao Thiên Cáp nằm kề các chòm sao Thiên Thố, Điêu Cụ, Hội Giá, Thuyền Vĩ, Đại Khuyển.

## Thiên thể
Các thiên thể đáng quan tâm
- Sao biến đổi T Col, sao biến đổi dạng Mira
- Cụm sao cầu NGC 1851

Danh sách các sao có thể nhìn thấy bằng mắt thường (<6m)
| Danh pháp B | Danh pháp F | Tên riêng           | Cấp sao biểu kiến | Khoảng cách ly | Cấp phổ |
| ----------- | ----------- | ------------------- | ----------------- | -------------- | ------- |
| α           |             | Phakt, Phact, Phaet | 2,65m             | 145            | B7 IV   |
| β           |             | Wezn, Wazn          | 3,1m              | 150            | K2 III  |
| δ           |             |                     | 3,85m             | 120            | G4 III  |
| ε           |             |                     | 3,86m             | 150            | K1 III  |
| η           |             |                     | 3,96m             | 150            | K0 III  |
| γ           |             |                     | 4,36m             |                |         |
| κ           |             | Al Kurud            | 4,37m             |                |         |
| ο           |             |                     | 4,81m             |                |         |
| λ           |             |                     | 4,88m             |                |         |
| ξ           |             |                     | 4,97m             |                |         |
| θ           |             | Al Kurud            | 5,00m             |                |         |
| μ           |             |                     | 5,18m             |                |         |
| ν2          |             |                     | 5,28m             |                |         |
| π2          |             |                     | 5,50m             |                |         |
| σ           |             |                     | 5,52m             |                |         |
|             | 72          |                     | 5,65m             |                |         |